# Брянцево (Тверская область)
Брянцево — населённый пункт (тип:железнодорожная станция) в Калининском округе Тверской области. 

## География
Находится в юго-восточной части Тверской области у северо-западной окраины города Тверь.

## История
Населенный пункт появился у станции, открытой в 1875 году, название появилось от близлежащей деревни Брянцево. Путевое развитие станции ликвидировано в 1980-х — 1990-х годах, работает остановочный пункт.
Входил в состав Черногубовского сельского поселения до его упразднения согласно Закону Тверской области от 26.05.2023 № 25-ЗО, с включением всех населённых пунктов поселения в состав Калининского муниципального округа.

## Население
| 2010 |
| ---- |
| 40   |

Численность населения: 55 человек (русские 94 %) в 2002 году, 40 в 2010.